# کیم وارویک
 کیم وارویک (انگلیسی: Kim Warwick؛ زاده ۸ آوریل ۱۹۵۲) یک تنیس‌باز اهل استرالیا است.